# Proves d'usabilitat
Les proves d'usabilitat són una tècnica utilitzada en el disseny d'interaccions d'usuari per avaluar un producte a través de proves amb els mateixos usuaris. Això pot ser vist com una pràctica de insubstituïble, perquè aquestes proves donen informació directa sobre el que senten els usuaris al utilitzar el sistema. Això contrasta amb els mètodes heurístics d'inspecció d'usabilitat on els experts fan servir diferents mètodes per a avaluar un producte sense necessitat d'usuaris reals.
Les proves d'usabilitat se centren en la mesura de la capacitat per fabricar un producte que compleixi amb el propòsit pel qual va ser dissenyat. Exemples de productes que normalment es beneficien d'aquestes proves: aliments, productes de consum, llocs web o aplicacions web, interfícies d'usuari, documents i mecanismes.
Les proves d'usabilitat consisteixen en seleccionar un grup d'usuari i demanar que facin les tasques per a la qual ha estat dissenyat el producte mentre les parts interessades prenen nota de la interacció, especialment d'errors i dificultats amb les quals els usuaris es troben.

## Mètriques de la usabilitat

### Estàndard ISO / IEC 9126-4
L'estàndard ISO 9241-11 defineix usabilitat com "el grau en que un producte pot ser utilitzat per a usuaris específics a assolir objectius determinats amb eficàcia, eficiència i satisfacció en el context d'ús". Les mètriques de la usabilitat són utilitzades per avaluar la qualitat d'un sistema amb mesures precises. La norma ISO / IEC 9126-4 inclou:
1. Eficàcia: La precisió i integritat amb que tenen els usuaris per aconseguir els objectius especificats. Les mesures típiques inclouen:
  - Nombre de tasques que es poden realitzar.
  - Percentatge de utilitzat les funcions rellevants.
  - Percentatge de compleció de la tasca amb èxit en el primer intent.
  - Nombre d'errors persistents.
  - Nombre d'errors per unitat de temps.
  - Percentatge d'usuaris capaços de completar la tasca.
  - Nombre de sol·licituds d'ajuts que realitza la tasca.
  - Mesura objectiva de la qualitat de la producció.
  - Objectiu de la mesura de quantitat de producció.
  - El percentatge d'usuaris que pot dur a terme tasques clau sense llegir el manual.
2. Eficiència: Els recursos gastat en relació amb la eficacia. Les mesures típiques inclouen:
  - Temps per executar un determinat conjunt d'instruccions.
  - Temps gastat en el primer intent.
  - Temps per realitzar una determinada tasca.
  - L'hora d'acomplir la tasca amb un expert.
  - Temps d'arribar a l'actuació d'experts.
  - Nombre de pulsacions adoptats per dur a terme la tasca.
  - El temps emprat per la correcció d'errors.
  - Nombre d'icones recordat després de la finalització de la tasca.
  - Percentatge de temps dedicat a l'ús del manual.
  - El temps a aprendre les funcions.
3. Satisfacció: Confort. La satisfacció es refereix a com se senten els usuaris utilitzant el sistema. Les mesures típiques inclouen:
  - Percentatge de clients que qualificar el producte com "més satisfactori" que un producte anterior.
  - Canvi d'ús voluntari.
  - Percentatge de clients que se senten "el control" del producte.
  - Percentatge de clients que recomanaria a un amic després de l'ús de dues hores.

## Què no són "proves d'usabilitat"?
No es poden considerar proves d'usabilitat el conjunt d'opinions sobre un objecte; això correspon a l'àmbit dels estudis de mercat o de les investigacions qualitatives. Les proves d'usabilitat impliquen una observació sistemàtica sota condicions controlades per determinar com interaccionen els usuaris amb un determinat producte. No obstant això, les investigacions qualitatives i les proves d'usabilitat poden ser utilitzades com a mètodes per comprendre millor les motivacions o les percepcions dels usuaris.